# کاتسومی اودا
کاتسومی اودا (انگلیسی: Katsumi Oda؛ زادهٔ ۶ مهٔ ۱۹۵۲) بازیکن والیبال اهل ژاپن بود.